# 1741 en science
| Années de la science : 1738 - 1739 - 1740 - 1741 - 1742 - 1743 - 1744    |
| Décennies de la science : 1710 - 1720 - 1730 - 1740 - 1750 - 1760 - 1770 |

Cet article présente les faits marquants de l'année 1741 en science.

## Événements
- 18 février : lettre de M. de Mairan, secrétaire perpétuel de l'Académie royale des sciences, sur la question des forces vives à Mme du Châtelet, à la suite de la parution de ses Institutions de physique (1740). Jean-Jacques Dortous de Mairan conteste ses opinions sur la question des forces vives[1]. Mme du Châtelet lui répond le 20 mars[2]. « C’est la première controverse scientifique d’envergure entre un homme et une femme[3]. »

- 26 juillet[4] (15 juillet du calendrier julien) : le russe Alekseï Tchirikov, appartenant à la deuxième expédition du Kamtchatka, dirigée par le navigateur danois Vitus Béring, atteint l'Alaska après avoir découvert le détroit de Béring qui sépare l'Asie de l'Amérique dans la partie nord de l'océan Pacifique ; le navire de Bering est en vue de l'île Kayak le lendemain[5]. Le médecin de Béring Georg Wilhelm Steller y fait des observations scientifiques et identifie de nombreuses espèces animales et végétales pour la première fois, dont le geai de Steller[6]. Du 1er août au 10 octobre Alekseï Tchirikov explore la côte sud de l'Alaska et les Îles Aléoutiennes[7].

- 11 décembre : un météore décrit comme une « boule de feu » est observé entre Vauxhall et Lambeth à Londres[8].
- 25 décembre : Anders Celsius utilise pour la première fois à Uppsala un thermomètre Delisle doté d'une échelle centigrade de température séparant le point d'ébullition de l'eau (0 °C) de son point de congélation (100 °C)[9].

- Le métallurgiste Charles Wood réussit à isoler le platine[10].

- Devant la preuve optique de l'orbitation de la Terre, le pape Benoît XIV fait donner par le Saint-Office l'imprimatur à la première édition des œuvres complètes de Galilée. Ce geste constitue une révision implicite des sentences de 1616 et 1633[11].
- Établissement de l'Observatoire astronomique d'Uppsala par le professeur Anders Celsius[12].
- Pehr Wilhelm Wargentin publie des articles sur les satellites de Jupiter dans Acta de l'académie royale des sciences de Suède[13].

## Publications

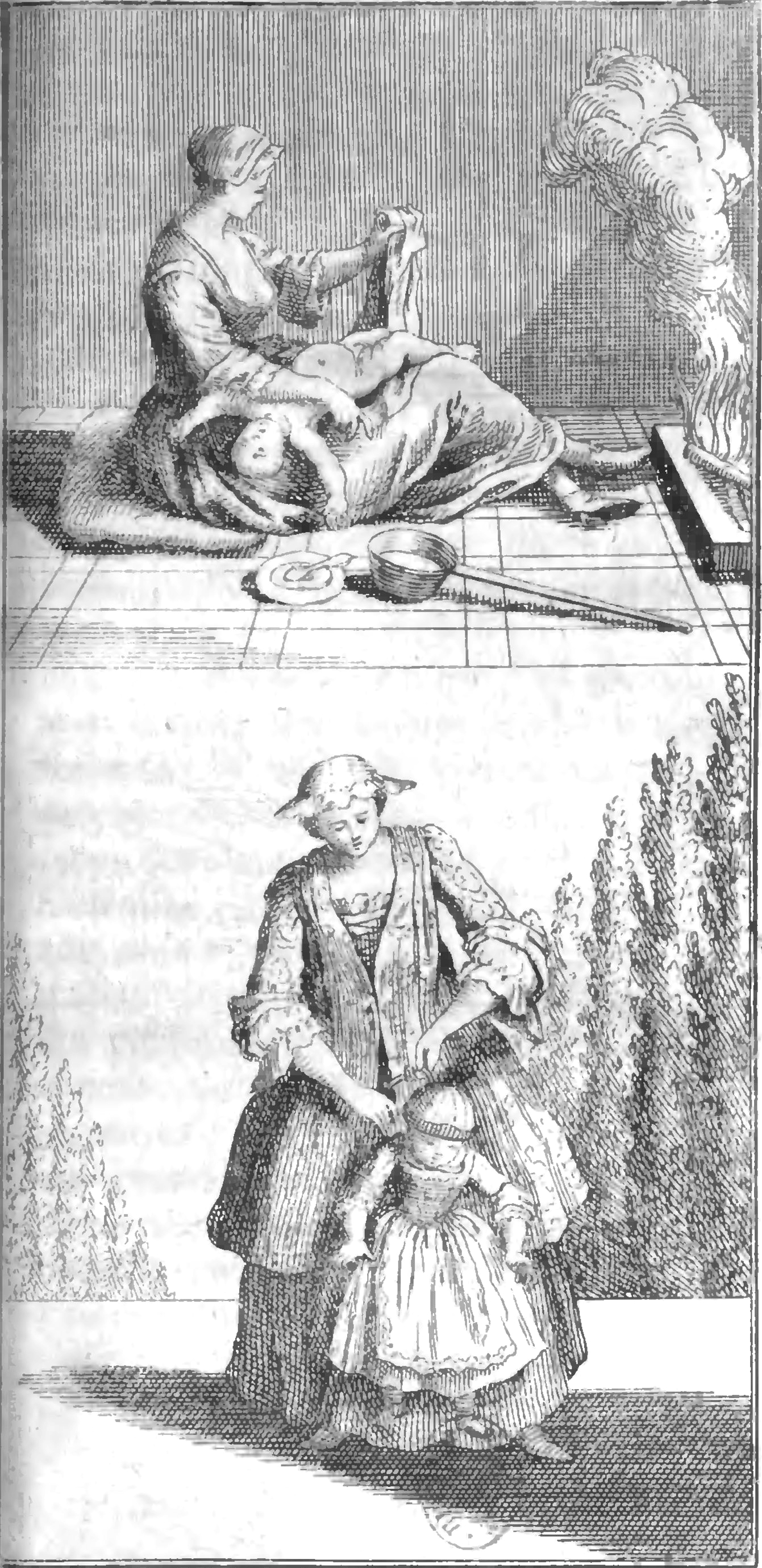
Planche de l'Orthopédie, de Nicolas Andry, 1743.

- Nicolas Andry de Boisregard : L'Orthopédie, ou l'Art de prévenir et de corriger dans les enfants les difformités du corps
- Johann Jacob Dillenius : Historia Muscorum (Histoire des mousses).
- Emanuel Swedenborg  : Œconomia regni animalis (Économie du règne animal), Amsterdam, 1740-1741.
- Edmund Weaver  : The British Telescope ; being an Ephemeris of the Coelestial Motions

## Prix
- Médailles de la Royal Society
  - Médaille Copley : John Theophilus Desaguliers

## Naissances

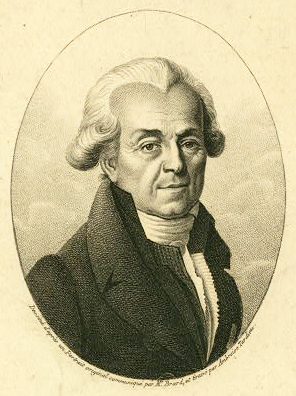
Barthélemy Faujas de Saint-Fond

- 20 janvier : Carl von Linné le Jeune (mort en 1783), naturaliste suédois.
- 21 février : Alexis-Marie de Rochon (mort en 1817), astronome et voyageur français.
- 17 mars : William Withering (mort en 1799), médecin et botaniste britannique.
- 31 mars : François Cretté-Palluel (mort en 1798), agronome français[14].
- 17 mai : Barthélemy Faujas de Saint-Fond (mort en 1819), géologue et volcanologue français.
- 21 juin : Jean-Emmanuel Gilibert (mort en 1814), homme politique et botaniste français.
- 13 juillet : Carl Friedrich Hindenburg (mort en 1808), mathématicien allemand.
- 6 août : John Wilson (mort en 1793), mathématicien britannique.
- 7 septembre : Arthur Young (mort en 1820), agriculteur et agronome britannique[15].
- 22 septembre : Peter Simon Pallas (mort en 1811), zoologiste russe d'origine allemande.
- 16 octobre : Henri-Alexandre Tessier (mort en 1837), médecin et agronome français.
- 18 novembre : Louis Joseph d'Albert d'Ailly (mort en 1792), chimiste français.

- Jean-Claude Flamen d'Assigny (mort en 1827), homme politique et agronome français.

## Décès
- 21 février : Jethro Tull (né en 1674), agronome britannique.
- 25 août : François de Plantade (né en 1670), astronome français.
- 19 décembre : Vitus Béring (né en 1681), explorateur danois.
- 14 décembre : Johann Amman (né en 1707), naturaliste allemand.